# Котик, Бобби
Роберт А. «Бобби» Ко́тик (англ. Robert A. «Bobby» Kotick, р. 1963) — американский предприниматель, занимавший должность CEO Activision Blizzard.
Он стал генеральным директором Activision в 1991 году после покупки доли в компании в 1990 году. В конце 2000-х годов Котик организовал слияние Activision и Vivendi Games, что привело к созданию Activision Blizzard в 2008 году и назначению его первым генеральным директором компании. Он также входит в состав нескольких советов директоров, включая The Coca-Cola Company с 2012 года и Call of Duty Endowment (CODE), соучредителем которого он стал в 2009 году. С 2003 по 2008 год Котик был директором компании Yahoo!.

## Биография
Котик родился и вырос в Нью-Йорке. Его интерес к бизнесу начался в раннем возрасте. В младшей школе у Котика были собственные визитные карточки, а в старшей школе он занимался бизнесом, сдавая в аренду манхэттенские клубы в нерабочие вечера. В начале 1980-х годов он изучал историю искусств в Мичиганском университете.
В 1986 году Бобби Котик основал компанию International Consumer Technologies, в 1990 году возглавил компанию Leisure Concepts, Inc., а с 1991 по 2008 годы был руководителем компании Activision. После слияния Activision и Blizzard, 9 июля 2008 года Бобби Котик был избран руководителем объединённой компании.
С 2003 по 2008 годы Котик входил в состав правления Yahoo!. Также он является членом правления Центра Раннего Образования Лос-Анджелесского музея искусств и Фонда Тони Хоука.
По данным журнала Forbes, в 2008 году Бобби Котик заработал около 15 миллионов долларов, $899,560 из них составила его зарплата.
Бобби сыграл в фильме 2011 года «Человек, который изменил всё» роль Стива Шотта — владельца клуба Главной лиги бейсбола «Окленд Атлетикс».

## Критика
Фигура Бобби Котика по-разному оценивается среди компьютерных игроков и игровой прессы. По мнению критиков, его действия направлены на извлечение максимальной прибыли из интеллектуальной собственности в течение максимально долгого времени, игнорируя качество продукта.